# Језички савез
Језички савез, лингвистичко подручје или шпрахбунд подразумева групу језика који су захваљујући међусобном контакту и географској близини стекли бројне заједничке особине. Ти језици могу, али не морају, бити генетски повезани.

## Примери
Пример језичког савеза је балкански језички савез, који обухвата румунски, бугарски, македонски и албански језик, као и романи. Сви поменути језици спадају у индоевропске језике, али не и у исти огранак. Ти језици деле неке језичке особине (постоји одређени члан, падешки системи су упрошћени (у бугарском и македонском падежи су практично нестали), избегавање инфинитива...).
Неки други језички савези су:
- алтајски језички савез (део лингвиста га сматра језичком породицом);
- централноамерички језички савез;
- аустралијски домородачки језици;
- пуебло језички савез (на југозападу САД);
- језици југоисточне Азије.

Јапански и корејски језик се често сматрају члановима једног језичког савеза.